# So na Móra Vell
So na Móra Vell és una possessió del terme municipal d'Algaida a Mallorca. Està situada a l'extrem septentrional del terme, tocant el terme municipal de Sencelles, amb què fa partió a tramuntana així com amb Son Gat; a llevant limita amb So na Móra Nou; a migjorn, amb Can Campet, Can Coent i altres establits, i a ponent amb So na Móra d'en Mates i la carretera d'Algaida a Sencelles. Etimològicament, el topònim d'aquesta possessió deriva de la fruita del morer, que des de fa molts d'anys hi ha davant les cases. Segons el Die Balearen de l'arxiduc Lluís Salvador d'Àustria l'any 1870 tenia una extensió de 184 hectàrees, equivalents a 259 quarterades, era la cinquena possessió en importància de tot el terme i estava allunyada 4,6 quilòmetres de la plaça d'Algaida. Actualment té 185 quarterades a causa de les parcel·lacions.

## Construccions
Les cases antigues, devers l'any 1931, estaven en un estat quasi ruïnós i se n'edificaren unes de noves. Estaven situades a la part posterior de les actuals. L'únic que s'aprofità de les cases primitives fou l'aljub de l'actual clastra posterior, que abans quedava davant el frontis principal. Per fer les noves cases varen treure el marès de la cisterna actual.